# Liste der Naturschutzgebiete im Landkreis Weißenburg-Gunzenhausen
Im Landkreis Weißenburg-Gunzenhausen gibt es 14 Naturschutzgebiete. Zusammen nehmen sie eine Fläche von 580,3 Hektar ein. Das älteste Naturschutzgebiet im Kreis ist das 1973 eingerichtete Naturschutzgebiet Schambachried.

## Liste
| Name                                                      | Bild | Kennung                   | Einzelheiten | Position | Fläche Hektar | Datum |
| --------------------------------------------------------- | ---- | ------------------------- | --- | -------- | ------------- | ----- |
| Auwald bei Westheim                                       |      | NSG-00475.01 WDPA: 162305 | Westheim (Mittelfranken) Feuchtwaldgebiet, das von Schwarzerlen-Eschen-Sumpfwäldern geprägt ist.                                                                | ⊙        | 50,33         | 1979  |
| Brombachmoor                                              |      | NSG-00194.01 WDPA: 81462  | Langlau Moor in einem Muldental von Erlenbruchwäldern, Auwäldern und kleinen Tümpeln bedeckt.                                                                   | ⊙        | 3,94          | 1995  |
| Buchleite bei Markt Berolzheim                            |      | NSG-00465.01 WDPA: 162621 | Markt Berolzheim Halbtrockenrasen, mit Beweidung von Schafen.                                                                                                   | ⊙        | 31,13         | 1986  |
| Eichen-Hainbuchenwald Laubenbuch bei Rothenstein          |      | NSG-00266.01 WDPA: 162883 | Rothenstein Historischer Waldbewirtschaftung in Form eines Mittelwaldes.                                                                                        | ⊙        | 20,38         | 1985  |
| Grafenmühle                                               |      | NSG-00577.01 WDPA: 318456 | Langlau Freie Wasserflächen und trockene Fichten-Kiefern-Wälder.                                                                                                | ⊙        | 88,52         | 2000  |
| Halbinsel im Kleinen Brombachsee                          |      | NSG-00344.01 WDPA: 163494 | Langlau Artenreiche magere Wiesen von unterschiedlichen Biotopen umgeben.                                                                                       | ⊙        | 42,06         | 1989  |
| Juratrockenhang mit der Felsgruppe "Zwölf Apostel"        |      | NSG-00216.01 WDPA: 163959 | Solnhofen Reihe von Felstürmen. | ⊙        | 15,12         | 1984  |
| Märzenbecherwald bei Ettenstatt                           |      | NSG-00337.01 WDPA: 164577 | Ettenstatt Größtes Vorkommen der Frühlingsknotenblume im Landkreis Weißenburg-Gunzenhausen.                                                                     | ⊙        | 11,82         | 1988  |
| Quellhorizonte und Magerrasen am Albtrauf bei Niederhofen |      | NSG-00275.01 WDPA: 165066 | Niederhofen Quellaustritte sowie Niedermoore. | ⊙        | 44,59         | 1986  |
| Sägmühle                                                  |      | NSG-00580.01 WDPA: 319037 | Absberg, Enderndorf, Kalbensteinberg Flachwasserzone und angrenzende Freiwasserbereiche. Landkreis Weißenburg-Gunzenhausen = 19,44 ha Landkreis Roth = 12,92 ha | ⊙        | 32,35         | 2000  |
| Schambachried                                             |      | NSG-00099.01 WDPA: 82506  | Schambach Seltenes Kalkflachmoor. | ⊙        | 6,88          | 1973  |
| Stauwurzel des Igelsbachsees                              |      | NSG-00345.01 WDPA: 165656 | Absberg Biotopkomplex aus Verlandungsgesellschaften, Erlenbruchwaldresten und Brachflächen.                                                                     | ⊙        | 25,25         | 1989  |
| Steinerne Rinne bei Wolfsbronn                            |      | NSG-00213.01 WDPA: 82630  | Meinheim Moosbewachsene Kalktuffrinne. | ⊙        | 6,53          | 1984  |
| Vogelfreistätte Flachwasser- und Inselzone im Altmühlsee  |      | NSG-00311.01 WDPA: 166070 | Gunzenhausen, Muhr am See „Vogelinsel“ mit flachen Inseln, Schlammbänken und langen Uferlinien                                                                  | ⊙        | 201,54        | 1987  |
| Legende für Naturschutzgebiet                             |      |                           | |          |               |       |